# Каммербауэр, Патрик
Патрик Каммербауэр (нем. Patrick Kammerbauer; 11 февраля 1997, Вайсенбург-ин-Байерн) — немецкий футболист, игрок клуба «Ферль».

## Клубная карьера
В январе 2018 года Каммербауэр присоединился к клубу «Фрайбург» после того, как его предыдущий клуб, «Нюрнберг» отклонил предложение о продлении контракта, срок действия которого истекает летом 2018 года. Сообщалось, что плата за игрока, выплаченная «Нюрнбергу», составляет от 200 000 до 300 000 евро. 28 января 2019 года Каммербауэр присоединился к команде «Хольштайн» на правах аренды. Срок соглашения — до лета 2020 года с возможностью выкупа игрока.